# 王樣老師
《王樣老師》是日本漫畫家椿泉創作的日本漫畫作品。於白泉社漫畫雜誌《花與夢》2007年15号至2020年5号期間連載。每一冊後面會收錄四格漫畫。
2020年2月單行本銷售累計突破350萬本。

## 故事簡介
黑崎真冬曾经是不良少女。因為打架而被退学，之后转学到绿丘学园，她决定洗心革面，当个青春洋溢的高中生！她还交到第一位朋友早坂？平静的生活原本要展开，可是班导佐伯老师其实是她的…？！目标，令人嚮往的高中生活！

## 登場人物
※聲優為廣播劇版。

### 綠丘學園

#### 風紀部
黑崎真冬（聲：喜多村英梨）
女主角。一年一班→二年一班→三年一班。生日12月21日。O型。身高155公分。家族成員為父親和母親。
在67話升為二年生，因為綠丘沒有每年換班級的制度，所以班級未動。
前不良少女兼前東校老大。因為一次意外被捕，在母親的命令『如果妳又打架...我就跟妳斷絕關係。』而轉入綠丘學園。
決心隱瞞自己的過去當平凡的高中女生。很喜歡找早坂玩。
料理白痴。不擅長烹飪，連泡麵都可以泡得無法入口。（其實是熱水壺的溫度不夠，泡麵需要的熱水溫度是100度而熱水壺的水溫就只有70度。）在劇情中經常表現得像個笨蛋，但在戰鬥中往往顯得十分機智。因為由井說她的腦袋空空，可以很快吸收知識，所以在考試中表現不錯，但數學卷卻因有一題填空了，導致後面的也填錯，令分數有點差。過分吸收知識後會造成短暫失憶。會摩斯密碼。
在鷹臣的要求下稱鷹臣為「鷹臣」而非「佐伯老師」。在鷹臣的「命令」下加入「風紀部」，和早坂一起成为第一批加入的成员。
為了不讓人知道自己很會打架，會帶上兔仔面具變裝成「小兔人」或是扮男裝變裝成「夏男」。
在曾救過桶川的鴿子鳥吉（真冬取名為喬瑟芬努♥）的機緣下，而以「白雪」的筆名和他書信往來，但兩人不知道彼此真實身分。就算老大不再是「老大」也是稱桶川為老大。
其實也是美人，只是沒那種氣質，經涉谷的巧手改造下，其「夏男」的造型變成徹頭徹尾的美少年類型，也曾以長髮美少女的形象跟涉谷潛入東校，被誘人一眼認出，寒川卻因覺得「對方太美，不可能是真冬大姐」而認不出真冬。
手機通訊錄的人只有老家和鷹臣、早坂，非常想交女性朋友。後來手機的聯絡人也陸續增加（如：寒川、舞苑），雖然人數還是很少。
對雪岡（的可愛）和華房沒有抵抗力。小時候十分喜愛看連續劇，因而跟鷹臣玩家家酒的時候一直在重複着分手的情節。
小兔人
第一次登場是在幫助早坂而誕生的。在打倒老大篇不小心把小兔人的面具弄破了，所以後來才誕生「夏男」，後來鷹臣幫真冬找到新的小兔面具。很中意『因為我是一個流浪的兔子...我是兔子，又不是兔子...』這句。
夏男
在打倒老大篇誕生的角色。名字曾被早坂誇獎過有男子氣概（因為有男這個字）。真冬帶著假髮、用化妝把眉毛畫粗、隨時保持瞇瞇眼、穿著去年的學生服、把聲音壓低還有秘密運動鞋（其實只是加了增高墊的一般運動鞋）。
因為鷹臣的關係所以被早坂誤會夏男跟鷹臣在談禁忌之戀。後來在第49話，被桶川發現夏男其實是真冬，但沒有當眾揭穿。
佐伯鷹臣（聲：成田劍）
生日8月12日。B型。22歲。身高190公分。家族成員為祖父、義父和母親。
真冬的導師兼數學老師。舊姓五条，母親再婚後改姓佐伯。真冬小時候的鄰居兼兒時玩伴，也是真冬的初戀對象（真冬記憶喪失而產生鷹臣溫柔的錯覺）。現在也住在真冬的隔壁。
不論口氣和手段都十分惡劣，學生們都非常怕他，但同時在學生中也頗受歡迎。曾經當過東高老大，在當時統領了東南西北四所學校，打架時和鬼一樣恐怖，射箭技術似乎不錯。不時作出像色老頭的發言（特別在真冬面前）。會若無其事地在便利店裏看色情刊物，還特意給真冬看。經常有許多美女出入他家，有女人給他做早餐，真冬說過每位女性做的菜都有不同的風格，似乎很有女人緣。自己做菜比真冬做的還差。
和學校理事長賭注能在三年內將校園人數倍增，以換取五年份的薪水；但其實雙方所賭的是學園本身，鷹臣是為了想奪回當初祖父被華房家騙走的學校。
在大學的時候是讀教育系卻拼命修經濟系。
在早坂事件結束後，被百地要求對她說責備她的話，因此而感到疲憊不堪。
被華房藤子威脅後辭職，辭職前拜託真冬在他不在時，替他守護綠丘學園。
早坂香（聲：水島大宙）
一年一班→二年一班→三年一班。生日4月16日。A型。身高175公分。在67話升為二年生。擅長科目是英語。
真冬的同班同學。一直到107話揭曉名字「香」，112話才揭曉全名「早坂·艾米利雅·香」。不良少年和獨行俠。討厭幫派內部的上下關係而不加入幫派。
被真冬評為有中上等的臉，但自己認為只有中等，把自己金髮當作敏感點，被提到時會害羞。
是有錢人家的少爺，國中以前沒接觸過電玩，上課認真會做筆記，翹課時也會預習是不折不扣的用功學生。能把滿滿的英文歌詞完美地唱出來。在尋找學部加入時曾展示自己高超的手工，似乎身上還有很多不為人知的秘密。和真冬是第一個加入風紀部的人。透過真冬的介紹，真冬的母親把他誤以為是真冬的女性朋友。
個性單純直接，不懂得耍小手段。極為遲鈍，卻用最低的力量（本人無意識）打敗由井忍。後來和真冬一樣在鷹臣的命令下加入風紀部。
曾接受夏男的訓練（受身倒法等），但一開始效果不好，反而身上的傷愈來愈多，因此在四格漫畫曾被夏男禁止練習受身倒法。
在練習受身倒法時被舞苑看到，這也就是他與舞苑第一次見面的時候。能夠分辨一般蠟燭跟低溫蠟燭。
崇拜夏男。對小兔人有莫名（？）的愛慕之情。但不知道兩者的真面目都是真冬。
小時候早坂的媽媽為了保護早坂將早坂打扮成女孩子的樣子（爸爸以為是母親國家的習俗所以不以為意），看到親生爸爸時就會叫早坂快跑走，在媽媽病死時早坂以男生的樣子參加葬禮。媽媽是有金髮的外國人，小時候承受不了媽媽死去的打擊選擇性失憶，會無意識的認為媽媽還沒有死的樣子，家中其他人為了保護早坂也跟著配合，最後被黑崎拯救
由井忍（聲：杉田智和）
一年二班→二年二班→三年二班。生日12月24日。AB型。身高176公分。家族成員為父親和母親。
原為學生會成員。希望能成為一個忍者。成績是全學年第一。被真冬暱稱為忍者（にんじゃ）。
十分崇拜華房雅，對被雅邀入學生會的綾部相當忌妒。為了打倒鷹臣的風紀部而到風紀部臥底。第三個加入風紀部的人。無形中卻開始有幫助風紀部的嫌疑。比起真冬，會選擇和早坂一起行動。
相當害怕早阪。曾跟風紀部一起玩躲貓貓，卻被遺忘躲到隔天。被巡查的老師直覺認為他被欺負。
個性相當遲鈍，無論是對別人的感情還是自己的感覺都很遲鈍，感覺不出北條喜歡他，反而為此說真冬是個不懂別人感覺的人。但會不自覺溫柔對待北條，常為她買她所愛的紅豆湯。
平常幾乎沒有存在感，刻意隱藏時反而容易被發現。
原本照忍計畫開始實施背叛後，風紀部瞬間就面臨廢部危機，但在最後因為培養的感情還是選擇待在風紀部，與華房會長約好做好朋友。
十分不擅長尖叫系的遊樂設施及活動及相關。
在94話發現真冬是原東校老大
涉谷亞希（聲：阿部敦）
一年五班→二年五班。生日7月2日。O型。身高180公分。家族成員為祖母、父親、母親和三位姐姐。
和真冬同鄉的新生。第四個加入風紀部的人。於67話登場。風紀部五人中唯一沒有戰鬥力的人。加入目的是要被早坂和由井保護着，當個可愛的學弟。
被真冬、早坂、由井等人認為很煩人。有點造型師屬性，懂變裝。知道小兔俠和夏男的真實身份都是真冬。
曾威脅真冬把她的往事說給早坂，因此將真冬當跑腿的。其實很為他人着想。
很有女性緣，即使對方有隱藏在心底的感情能夠看得出來。因為看不出雪岡的真意一開始相當害怕她，後來關係有變好。很喜歡雪岡的聲音。
桶川恭太郎（聲：三宅健太）
三年二班15號→三年四班→畢業。生日5月15日。A型。身高186公分。家族成員為父親、母親和兩位兄長。
在67話後仍為三年生。真冬學校的老大。有擊碎岩石的怪力。興趣是玩弄手下，喜歡玩摩斯密碼、交筆友。
以「草莓LOVE」的筆名和真冬當筆友（但兩人不知彼此真實身分），透過飛鴿鳥吉傳送信件。喜歡可愛的事物，為與外表不符的超級浪漫主義者。
其實個性很害羞，也可以說是悶騷。曾因為花朵被足球壓壞而對足球部的部員大打出手。也有因不知如何回答真冬的話，而被真冬誤作生氣。
稱真冬為摩斯密碼女，因為鷹臣和真冬片段的對談而誤以為他們關係不單純，在文化祭時察覺夏男就是真冬的祕密。
很喜歡貓又老大，曾和真冬一起看貓又老大的電影，結果除了他們兩個人以外，其他人都睡著了。本來今年要畢業，但因桶川的出席日數不夠，考試也蹺掉，再加上河內發起了一場阻止老大畢業戰的原因，連補考的補考也沒有去，因而留級。之後桶川為了和風紀部一起去黃山而加入風紀部。為第五個加入風紀部的人。似乎對真冬有愛慕之情。

#### 學生會
華房雅
二年三班→三年三班→畢業。
綠丘學園學生會長兼理事長的兒子。直視他的眼睛就會被操控。經常保持微笑，但似乎有腹黑屬性。有著與外表截然不符的兇暴身手，打架實力相當強。
與母親關係良好，答應幫助父親贏得賭局。同時也與百地進行賭局，賭的內容是只要派出其他學生會成員各個去對付風紀部，且自己始終都不出手幫忙就算勝利。
曾被早坂稱讚是臉蛋很好的人，閃閃發亮。由井忍相當崇拜且追隨著他。
在溫室保護下長大所以有時沒有一般人的常識，國中時都是由北条和由井（主要是北条）照顧。
有一個初中三年級的妹妹。討厭的食物是海膽。
畢業後，妹妹華房藤子成為綠丘學園高一新生。
曾說過真冬是他的英雄。(128話)
高坂俊太郎
一年三班→二年三班→三年三班。生日8月18日。A型。身高174公分。家族成員為父親、母親和兩位妹妹。
對於不會改變的課程內容相當拿手，所以成績也相當好，但入學面試總是搞得一蹋糊塗，最後靠華房會長的關係進入綠丘就讀。
很會計畫事情，但是都是紙上談兵，對於事情發生出乎預料外的事物無法去計算。經常和雪岡一起行動。
因為是第一個計畫明顯失敗的學生會部員，所以偶爾會被其他部員來出來說嘴。
北条若菜
一年四班→二年四班→三年四班。生日10月25日。A型。身高167公分。家族成員為父親、母親和弟弟。
是華房會長母親的部下的女兒，以像是監督的角色待在會長身邊，後來培養出對會長的忠誠，打算日後主修秘書，繼續輔助華房。跟由井一樣，傾向過度保護華房。
以前使用武器的是掃帚，之後聽從華房的建議去修練劍道。
負責監督學校社團的活躍度，專門廢除人數過少或者活動內容不佳的社團。
喜歡由井。
綾部麗人（聲：興津和幸）
一年四班→二年四班→三年四班。生日9月24日。O型。身高163公分。家族成員為父親、母親、三位弟弟和兩位妹妹。
經常背著吉他盒。身體很虛弱，但看到骯髒的環境會變的比真冬還強，是綠丘中唯一能夠打敗真冬的人。
跟其他學生會成員不同，並不是自願加入的。一直想要退出學生會。
家中排行老大，家事幾乎一手包辦，後來因為想獨自生活，而決定搬出家中，並到住宿式的綠丘就讀。因真冬而解開心結，性格變得較開朗，成為嚴格的宿舍長。
很會料理食物，被真冬評為有家的味道。第二次對決真冬戰敗後，替真冬做便當作為封口費。
會替他的打掃工具取一些奇怪的名字。憑氣勢而認出夏男是真冬，其後每當真冬被捲入校園的事件，也不時出手解救。
野野口歌音
一年五班（女生班）→二年五班→三年五班。被由井說是野野口國家（二年五班）的領導。生日2月22日。A型。身高156公分。家族成員為祖父、父親和母親。
本來相當崇拜王子大人，在小學曾被以建斗為首的男孩們欺負，從此不再相信男生（應該說是極度痛恨），轉入了女子學校，在祖父的道場每日修練。
高中因祖父要求而進入綠丘讀書，意外遇上華房會長，對會長並不反感，會長也因野野口的關係而創立了女生班。
被男裝的真冬（夏男）出手相救幾次之後，對他產生好感。在黃山學園事件後似乎跟建斗修好，變回朋友。
雪岡小鞠
一年三班→二年三班→三年三班。生日5月15日。A型。身高140公分。家族成員為父親和母親。
像是人偶一樣可愛的女孩子，不常出聲說話。使用眼神就能夠輕易誘惑旁邊的人（不論男女），興趣是看帥哥。
對長相帥氣的涉谷相當有興趣，跟蹤他三個月，連他的喜好都摸得一清二楚。因為涉谷是情報通，而想要把涉谷拉攏進學生會。目前與涉谷關係曖昧。
說話不經大腦而經常不自覺說出驚爆發言，因此決定盡量不說話而微笑。
百地瑠奈
二年三班→三年三班→畢業。華房雅的同班同學。
是個高挑美女，長相、身材在學校內皆為數一數二，據真冬推測應該是F罩杯，在學校內很引人注目。
喜歡將心中有陰影、心理脆弱的學生視為目標，得到信任後再使計令其崩潰造成這些學生們退學。後來因華房將其預定要擊潰的目標均邀入學生會而被阻止，也知道華房會長答應加入父親賭局的事情，故與其打賭該些學生（部員）與風紀部的勝負來找尋樂趣，賭局進行同時也加入了學生會，並答應不會對其他學生出手。
在早坂入學時就已經盯上早坂，運用催眠術得知真冬及早坂的秘密，才發現早坂的真實身分，刻意使早坂喪失記憶。
與早坂兩人幼時即相識，小時候在家常被媽媽家暴，因此常認為是可憐的小孩，而後得知早坂比自己還要可憐，便與早坂做朋友，被早坂視為姊姊。
但之後早坂不但因喪母而失去和百地相處的記憶，還對百地說她可憐，百地因此性格扭曲，開始設法讓周遭人比她更不幸。早坂恢復記憶後解開心結，與早坂和好。
似乎是個被虐狂，在事件結束後被小鞠和涉谷偷聽到不斷要求鷹臣對她說責備她的話。

#### 其他老師學生
河內智廣
二年四班→三年四班→畢業。生日6月2日。AB型。身高173公分。家族成員為父親、母親和妹妹。
桶川的部下。三年級與桶川同班。
不喜歡不良少年裡的上下關係，原本打算平凡過完高中，但對桶川極度的崇拜使他投入其下，在桶川被夏男打倒時對他感到失望，而利用高坂的計畫意圖奪權。
擅長寫社團紀錄，曾幫助過早坂完成風紀部紀錄以通過監察。
不想讓桶川離開，因此發起阻止老大畢業戰，並誘走後藤，致使桶川無法參加補考。
是一個在暗處操縱部下的首領。被桶川提議同後藤一起填補風紀部的空席，卻被真冬等人拒絕－－理由是無法接受曾經背叛之人－－結果惱羞成怒。
華房雅引發的小兔人事件中，為協助者，與真冬、雅組成背叛者聯盟。
後藤大吉
二年四班→三年四班→畢業。生日2月9日。O型。身高169公分。家族成員為父親、母親、弟弟和妹妹。
同樣也是桶川的部下之一。很隨性且相當有運氣。每次都靠運氣度過難關。很不會看場合。
即使跟人打架，也都是靠運氣閃避拳頭，所以受傷比一般人少。
四津谷
在下雨停電的宿舍晚上講了三小時怪談（只差一個完成百物語）。社團為田徑社。
有栖川
一年二班→二年二班→三年二班。在文化祭裡扮演傲嬌女僕，暱稱愛麗絲醬。社團為手藝社。
海野
一年二班→二年二班→三年二班。在文化祭裡扮演知性女僕，暱稱瑪麗醬。社團為柔道社。
世田谷
綠丘學園老師。一年三班班主任→二年三班班主任。
真木
綠丘學園老師。三年一班班主任。
鷹臣辭職後，成為新的風紀部顧問。
華房藤子
華房雅的妹妹，協助父親對抗佐伯，威脅佐伯並使其辭職。
不斷被學生會成員邀請入社，但全部拒絕。

### 黃山高中
與綠丘的不良少年互相較勁的不良學生所讀高校，因為河內的挑釁而促成學園祭事件，但反而失面子。因綠丘過去一年未有大事，現為該縣內不良少年的首選學校。
野上健斗
黃山的新老大，腦袋很聰明。原是野野口的小學同學。
喜歡野野口，但認為對方不理他（實際上野野口也不記得他），因此常糾眾挑釁她，因意外導致野野口痛恨男生，自己也因誤傳的謠言淪落為不良少年。
事件過後，以「防止有黃山學生騷擾野野口」為由跟蹤她，對野野口早上的行動模式相當熟悉。被桶川當作跟蹤狂。

### 崎玉地區學校
高中部與國中部相鄰

#### 東校
東西南北校中的太保學校
寒川航平（聲：木村良平）
真冬離去後的現任東校老大。國三生→高一生。一年三班。生日12月5日。A型。身高172公分。家族成員為父親、母親和妹妹。
喜歡吃漢堡、咖哩、火鍋，興趣是棒球，討厭被昆蟲叮咬（受不了癢的感覺，馬上伸手去抓）
原為南校學生，當初被真冬打倒而加入東校。喜歡吃甜食等孩子氣的食物，而且為此感到丟臉而不想讓人其他人知道。
純真，而且有些遲鈍。吩咐涉谷定時將真冬的照片用手機傳送給他。在夏日祭典的時候，眾人看到真冬和櫻田走在一起，就只有寒川一直否認。
希望真冬第一個來找他。第一個拿到真冬的電話的東校學生。被真冬認為有時候和桶川很相似。非常尊敬真冬，但不是盲目的憧憬，有時候會對真冬的行為感到傻眼。
試圖展現老大該有得威嚴，但並不順利，不過在大家的支持下，他努力地扮演老大的角色。希望長得更高。至少要超過舞苑，目前先拉單槓鍛鍊，希望有效。
似乎對真冬有愛慕之情。
舞苑誘人（聲：小野大輔）
真冬離去後的現任東校第二強，不過在和寒川打時非常隨便。高二生→高三生。三年二班。生日11月19日。AB型。身高174公分。家族成員為祖父、父親、母親和姐姐（大學生）。
不在行記住別人的長相，興趣是寫小說和做煎餃，喜歡的食物的牡蠣和魚類的精巢雖然思想很開放，但是個無自覺的秘密主義者，對待東校的同伴挺寬容的。
超級被虐狂。介紹自己的名字是「引誘你進入舞苑世界的人」，給人的第一印象很差，自稱本性也和第一印象一樣。擅長綁縛技，曾對真冬老家家具及火鍋鍋物實行龜甲縛。
在幹架時都會保留實力。經常希望被真冬當作沙包去毆打。喜愛真冬但不願意跟真冬長時間在一起，以免分別後要重新適應沒有真冬的日子。在真冬扮裝潛入東校時，一眼就認出她。
和姬路是很要好的朋友。在祭典上遇到寒川港，給她灌輸了相當不正確的觀念，且三人的對話相當不可思議令當時的大久保不懂當時的場面。
曾送給早坂餅乾（原是要給真冬的）。常被早坂吐嘈。因為他混雜著個人希望和謠言的介紹，使得綠丘眾人對「真冬老大」有錯誤的恐怖印象。
對大久保相當不瞭解，只知道他常被狗咬。與大久保和山下同班，三人是好友。
大久保壽（聲：橋詰知久）
東校的不良少年。高三生。三年二班。生日3月14日。O型。身高180公分。家族成員為父親、母親和弟弟。
喜歡白蘿蔔味噌湯（加奶油），興趣是參觀寺院，不在行賭博（因為逢賭必輸，所以不賭）
運氣差到極點，像走路常會踩到香蕉皮，隨時頭上會降下鳥糞，上廁所剛好沒衛生紙等。
腳踏車的坐墊經常被偷，被換成各種蔬菜。還因小偷插上鮮花和附上小紙條而感動。
寒川港幫哥哥寒川航平送便當時相識。在洗手室前被小港告白，等小港上完廁所回答，答應交往中
山下匠（聲：中村太亮）
東校的不良少年。高三生。三年二班。生日11月22日。A型。身高167公分。家族成員為父親、妹妹和弟弟。
喜歡的食物是別人為他下廚的菜（有例外的情形）興趣是看美式足球，不在行的事是真冬親手煮的菜
手很靈巧，很會修理東西和製作小道具。料理技巧很好。曾把桶川損壞的銅像修好。

#### 西校
櫻田旭
現任西校老大（發揮著吉祥物一樣的作用）。
喜歡扮女裝。扮女裝時非常可愛。喜歡穿心型或小熊內褲。佩服着真冬，因此每次碰見真冬都會立刻跟著她，令真冬感到煩厭。
對自己扮女裝的模樣相當有自信，還因此被北校老大葵喜歡。卻不知這種行為讓西校的太保們士氣降低。
大宮正義
負責幫忙買麵包。出現在四格漫畫中。精於計謀，冷靜處事。西校的野外求生高手。穿女裝水手服時會搭配小花頭飾加吊帶襪。覺得自己的腿很漂亮。
高橋
出現在四格漫畫。於間諜活動（懲罰遊戲）中成功達成「在北校投出三分球」。

#### 北校
北校為東西南北校中運動風氣最盛行的學校。因為現任老大想參柔道縣大賽，並規定不能打架，所以大部分太保變成運動員。
葵孝明
為現任太保老大，因想參加柔道大賽而規定太保不准打架。對男扮女裝的櫻田一見鍾情。為了爭取櫻田（女裝）的芳心，向真冬提出決鬥，卻引發航平、真冬、葵之間的大戰，整場事件在葵看到櫻田的四角內褲下告終，葵老大的聲望似乎也下降了。

#### 南校
寒川港
寒川航平之妹。國三生。
因為喜歡西裝式的制服而就讀南校。後來才知道自己哥哥是東校老大。喜歡大久保。
給大久保一些座墊被偷的建議，相當瞭解大久保。常與大久保在單行本附錄的四格漫畫中登場。
內急時被大久保遇見，並忍著繼續聊天，為了脫出身，不小心說出對大久保心意
害羞的衝進洗手間，出來發現大久保還在外等著給她答覆，並答應交往
姬路龍之介
南校的學生會長。舞苑誘人的朋友。外表冷酷，但只要用簡訊溝通就會變的多話，而且口氣會很嬌羞。
聯誼經驗屢戰屢敗。

### 其他
柿本
佐伯的大學同學，經濟學部的。畢業後開了一家小公司，邀請佐伯到自己公司來的時候卻被拒絕了。
每個前女友都跟佐伯告白過。

## 用語
綠丘學園
原為曾祖父傳給曾祖父再傳給鷹臣的爺爺經營，後來學校被鷹臣爺爺的朋友騙走，並打算改建。
學校是爺爺重要的寶物，因此鷹臣為了爺爺而跟學校理事長以學校打賭。
原為平凡的住宿學校，後來因為不良少年鬧事出名，而變成不良名校。
風紀部
由鷹臣所創立，成員為真冬，早坂和前學生會的忍，以及由真冬所扮演的兔子人和夏男為神祕成員，目標是助鷹臣復興學校。

## 出版書籍
| 集數 | 白泉社         | 白泉社                                                  | 東立出版社     | 東立出版社             | 玉皇朝         | 玉皇朝                 |
| 集數 | 發售日期       | ISBN                                                    | 發售日期       | ISBN                   | 發售日期       | ISBN                   |
| ---- | -------------- | ------------------------------------------------------- | -------------- | ---------------------- | -------------- | ---------------------- |
| 1    | 2008年1月19日  | ISBN 978-4-592-18531-4                                  | 2009年1月9日   | ISBN 978-986-10-3056-2 | 2008年3月27日  | ISBN 978-988-8001-54-5 |
| 2    | 2008年5月19日  | ISBN 978-4-592-18532-1                                  | 2009年4月14日  | ISBN 978-986-10-3057-9 | 2008年6月1日   | ISBN 978-988-8002-56-6 |
| 3    | 2008年9月19日  | ISBN 978-4-592-18533-8                                  | 2009年5月22日  | ISBN 978-986-10-3058-6 | 2008年11月24日 | ISBN 978-988-8012-45-9 |
| 4    | 2009年2月19日  | ISBN 978-4-592-18534-5                                  | 2009年6月5日   | ISBN 978-986-10-3396-9 | 2009年6月22日  | ISBN 978-988-8034-26-0 |
| 5    | 2009年6月25日  | ISBN 978-4-592-18535-2                                  | 2009年11月16日 | ISBN 978-986-10-3981-7 | 2009年11月4日  | ISBN 978-988-8035-62-5 |
| 6    | 2009年10月19日 | ISBN 978-4-592-18536-9                                  | 2010年2月9日   | ISBN 978-986-10-4673-0 | 2010年4月14日  | ISBN 978-988-8047-90-1 |
| 7    | 2010年3月19日  | ISBN 978-4-592-18537-6                                  | 2010年8月11日  | ISBN 978-986-10-5473-5 | 2010年7月23日  | ISBN 978-988-8048-69-4 |
| 8    | 2010年7月16日  | ISBN 978-4-592-18538-3                                  | 2011年1月13日  | ISBN 978-986-10-6094-1 | 2010年12月1日  | ISBN 978-988-8088-76-8 |
| 9    | 2010年11月19日 | ISBN 978-4-592-18539-0                                  | 2011年6月14日  | ISBN 978-986-10-6870-1 | 2012年4月10日  | ISBN 978-988-8128-58-7 |
| 10   | 2011年3月18日  | ISBN 978-4-592-18540-6                                  | 2011年11月29日 | ISBN 978-986-10-7565-5 | 2012年12月11日 | ISBN 978-988-8169-10-8 |
| 11   | 2011年7月20日  | ISBN 978-4-592-19266-4                                  | 2012年7月15日  | ISBN 978-986-10-8409-1 | 2014年4月24日  | ISBN 978-988-8252-37-4 |
| 12   | 2011年11月18日 | ISBN 978-4-592-19267-1                                  | 2012年11月5日  | ISBN 978-986-10-9156-3 | 2014年10月16日 | ISBN 978-988-8302-64-2 |
| 13   | 2012年4月20日  | ISBN 978-4-592-19267-1                                  | 2012年12月21日 | ISBN 978-986-317-208-6 | 2015年1月29日  | ISBN 978-988-8302-91-8 |
| 14   | 2012年8月20日  | ISBN 978-4-592-19269-5                                  | 2013年4月22日  | ISBN 978-986-317-704-3 | 2015年5月6日   | ISBN 978-988-8326-11-2 |
| 15   | 2012年12月20日 | ISBN 978-4-592-19270-1                                  | 2013年9月28日  | ISBN 978-986-324-582-7 | 2015年6月15日  | ISBN 978-988-8326-38-9 |
| 16   | 2013年5月20日  | ISBN 978-4-592-19486-6                                  | 2013年12月30日 | ISBN 978-986-332-590-1 | 2015年9月1日   | ISBN 978-988-8326-71-6 |
| 17   | 2013年10月18日 | ISBN 978-4-592-19487-3                                  | 2014年11月26日 | ISBN 978-986-337-644-6 |                |                        |
| 18   | 2014年4月18日  | ISBN 978-4-592-19488-0                                  | 2015年4月20日  | ISBN 978-986-348-833-0 |                |                        |
| 19   | 2014年10月20日 | ISBN 978-4-592-19489-7                                  | 2015年6月25日  | ISBN 978-986-382-096-3 |                |                        |
| 20   | 2015年4月20日  | ISBN 978-4-592-21530-1                                  | 2016年6月6日   | ISBN 978-986-431-249-8 |                |                        |
| 21   | 2015年11月20日 | ISBN 978-4-592-21531-8                                  | 2016年7月18日  | ISBN 978-986-462-597-0 |                |                        |
| 22   | 2016年6月20日  | ISBN 978-4-592-21532-5                                  | 2017年1月19日  | ISBN 978-986-470-551-1 |                |                        |
| 23   | 2017年1月20日  | ISBN 978-4-592-21533-2                                  | 2017年12月7日  | ISBN 978-986-482-715-2 |                |                        |
| 24   | 2017年7月20日  | ISBN 978-4-592-21534-9 ISBN 978-4-592-10574-9（限定版） | 2018年9月28日  | ISBN 978-986-486-664-9 |                |                        |
| 25   | 2018年3月20日  | ISBN 978-4-592-21535-6                                  | 2019年6月20日  | ISBN 978-957-26-0995-8 |                |                        |
| 26   | 2018年10月19日 | ISBN 978-4-592-21536-3                                  | 2019年12月6日  | ISBN 978-957-26-2135-6 |                |                        |
| 27   | 2019年6月20日  | ISBN 978-4-592-21537-0                                  | 2020年7月2日   | ISBN 978-957-26-3471-4 |                |                        |
| 28   | 2020年4月20日  | ISBN 978-4-592-21538-7                                  | 2020年7月2日   | ISBN 978-957-26-5147-6 |                |                        |
| 29   | 2020年8月20日  | ISBN 978-4-592-21539-4 ISBN 978-4-592-22730-4（特裝版） | 2022年3月17日  | ISBN 978-957-26-5722-5 |                |                        |

## 廣播劇CD
於《花與夢》的應募者全員服務（2009年3、4号、『THE花與夢』2月1日号特別企劃）與2012年19号、2013年5号、2015年24号、2017年16号以及單行本24卷附贈廣播劇CD初回限定版，改編成廣播劇CD。人物配音如下。
- 黒崎真冬：喜多村英梨
- 佐伯鷹臣：成田劍
- 早坂香：水島大宙
- 桶川恭太郎（番長）：三宅健太
- 舞苑誘人：小野大輔
- 貓又：石上裕一
- 旁白：勝沼紀義
- 鳩：片岡梓
- 野良猫：沖佳苗
- 不良たち：前野智昭、石狩勇気、田島裕也
- 《花與夢》2012年19号廣播劇CD新增的人物
  - 由井忍：杉田智和
  - 綾部麗人：興津和幸
  - 寒川航平：木村良平
  - 其他旁白：後藤ヒロキ
  - 其他電視主播：持月玲依
- 《花與夢》2013年5号廣播劇CD新增的人物
  - 渋谷亜希：阿部敦
  - 大久保寿：橋詰知久
  - 山下匠：中村太亮
  - 旁白：川原慶久
  - 東校生：後藤ヒロキ、木島隆一、菊本平
  - 真冬の母：古川玲
- 《花與夢》2015年24号廣播劇CD新增的人物
  - 優等生Oくん：石谷春貴
  - 舞苑の姉：原口祥子
  - 女性店員：七瀨彩夏
  - 焼きそば屋：真木駿一
  - ナレーション：近藤博徳
  - 不良たち：工藤雅久、田中健大
- 《花與夢》2017年16号廣播劇CD新增的人物
  - 河内智広：柿原徹也
  - 華房雅：村瀨步
  - 雪岡小鞠：悠木碧

## 外部連結
- 王樣老師 （页面存档备份，存于） － 花與夢（日語）
- 王樣老師特設網頁 （页面存档备份，存于）（日語）